# Cazeaux-de-Larboust
Cazeaux-de-Larboust (em occitano:  Casaus de Larbost) é uma comuna francesa na região administrativa da Occitânia, no departamento do Alto Garona. Estende-se por uma área de 19.14 km², com 100 habitantes, segundo o censo de 2018, com uma densidade de 5.2 hab/km².